# Sylée

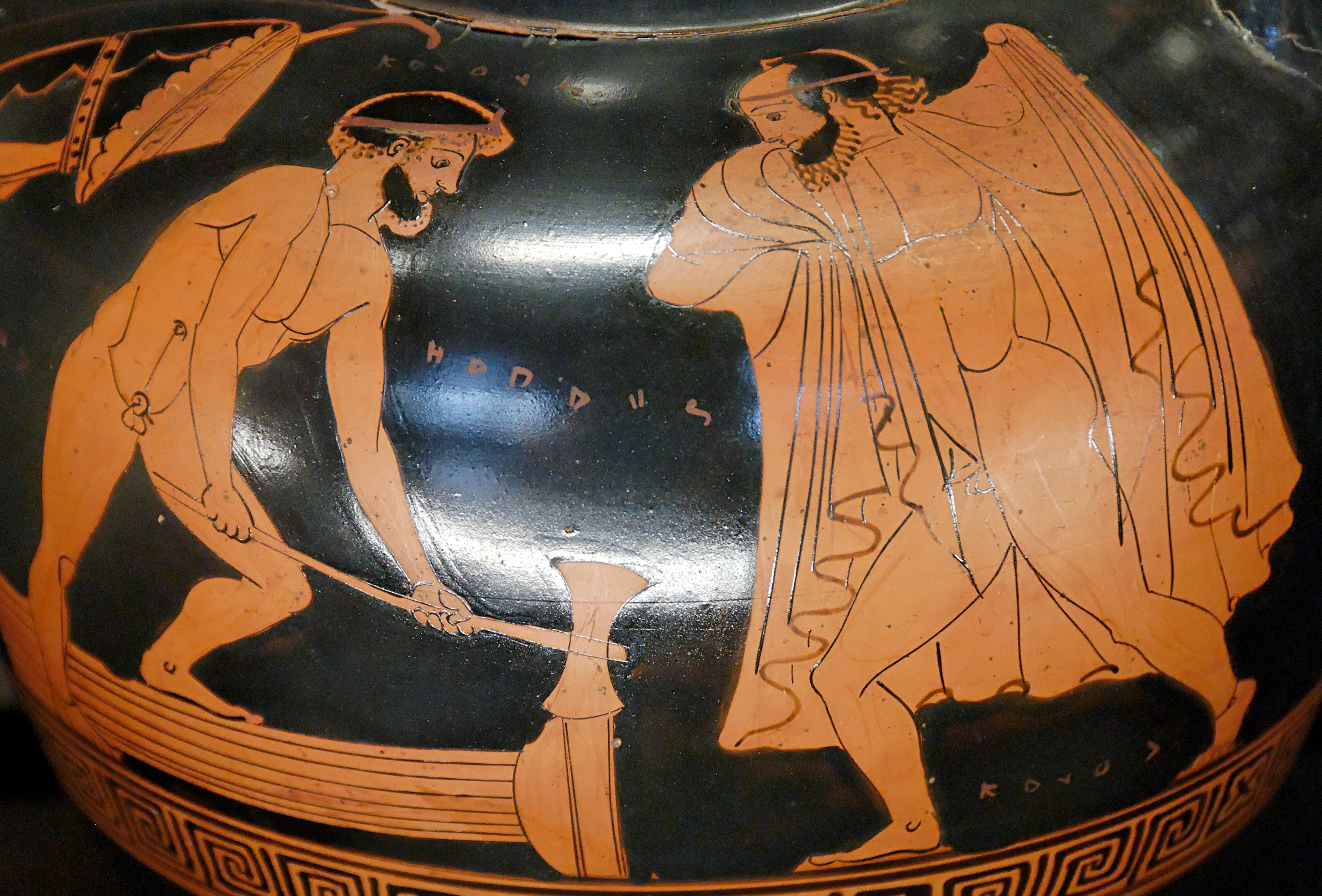
Héraclès chez Sylée, amphore à figures rouges du Peintre d'Oionoclès, v. 480-470 av. J.-C.

Dans la mythologie grecque, Sylée (en grec ancien Σύλευς / Súleus) est un brigand originaire d'Aulis (en Béotie) qui capture les voyageurs et les oblige à travailler à ses vignes.
Il est tué d'un coup de bêche par Héraclès, alors que celui-ci est aux ordres d'Omphale. Sa fille Xénodocé connaît le même sort.

## Sources
- Pseudo-Apollodore, Bibliothèque [détail des éditions] [lire en ligne] (II, 6, 3).
- Diodore de Sicile, Bibliothèque historique [détail des éditions] [lire en ligne] (IV, 9).